# 日本都市計画学会
公益社団法人日本都市計画学会（にほんとしけいかくがっかい）は、1951年（昭和26年）10月6日に設立された都市計画および地方計画に関する日本の学会。英語名は、The City Planning Institute of Japan、略称CPIJである。初代会長は内田祥三である。
事務局は、設立当初は東京都建設局都市計画課内に置かれていたが、その後、復興建設技術協会、都市計画館内、ビルディング啓（東京都千代田区麹町3-4）と移転し、現在では、一番町ウエストビル6階（東京都千代田区一番町10番地）に置かれている。
論文の募集・発表や学会の開催・報告書作成を行なうほか、出版物の発行、セミナーなどの開催も行い、都市計画に関する技術の発展に努めている。
学会内に各委員会の他、北海道、東北、中部、関西、中国四国、九州の6支部を設置している。

## 略歴
- 1951年（昭和26年）10月6日：早稲田大学大隈講堂にて第一回会議が開かれ、日本都市計画学会が設立される。
- 1952年（昭和27年）9月：会誌「都市計画」第1号（48頁）を発行。
- 1959年（昭和34年）：故石川栄耀の業績を記念し、「石川賞」を都市計画に関して特に優秀な業績をあげた者に授与することが決定され、翌年に第1回の授与が行われた。
- 1966年（昭和41年）11月7日：東京大学において、第1回学術講演会を実施する（2日間開催）。
- 1968年（昭和43年）3月22日：社団法人として文部省に許可される。
- 2011年（平成23年）10月3日：公益社団法人へ移行。

## 全国大会・論文発表会
第1回の論文発表会は、1966年に東京大学工学部で実施された。2018年度より、従来から行ってきた学術研究論文発表会に、ワークショップ、都市計画報告会、主催校によるエクスカーションやシンポジウムなどを含めて、全国大会と呼んでいる。
| 全国大会・論文発表会               | 開催期間               | 開催場所               | 主な会場                                                                    |
| ---------------------------------- | ---------------------- | ---------------------- | --------------------------------------------------------------------------- |
| 第52回学術研究論文発表会           | 2017年11月 11日 - 12日 | 札幌                   | 北海道大学札幌キャンパス                                                    |
| 第1回全国大会 （第53回論文発表会） | 2018年11月 16日 - 18日 | 大阪                   | 大阪大学吹田キャンパス                                                      |
| 第2回全国大会 （第54回論文発表会） | 2019年11月 8日 - 10日  | 横浜                   | 横浜市開港記念会館、横浜メディア・ビジネスセンター （実施校：横浜市立大学） |
| 第3回全国大会 （第55回論文発表会） | 2020年11月 6日 - 8日   | 名古屋（オンライン）   | （実施校：名城大学）                                                        |
| 第4回全国大会 （第56回論文発表会） | 2021年11月 5日 - 7日   | 松山（ハイブリッド）   | 愛媛大学城北キャンパス                                                      |
| 第5回全国大会 （第57回論文発表会） | 2022年12月 2日 - 4日   | 宇都宮（ハイブリッド） | 宇都宮大学陽東キャンパス                                                    |

## 歴代会長
- 1951-54年度 内田祥三
- 1955-56年度 笠原敏郎
- 1957-58年度 北村徳太郎
- 1959-60年度 春藤真三
- 1961-62年度 石原憲治
- 1963-64年度 桜井英記
- 1965-66年度 町田保
- 1967-68年度 吉田安三郎
- 1969-70年度 松井達夫
- 1971-72年度 横山光雄
- 1973-74年度 奥田教朝
- 1975年度 井上孝
- 1976年度 楠瀬正太郎
- 1977-78年度 入澤恒
- 1979-80年度 日笠端
- 1981-82年度 今野博
- 1983-84年度 石原舜介
- 1985-86年度 渡部與四郎
- 1987-88年度 川上秀光
- 1989-90年度 新谷洋二

- 1991-92年度 平野侃三
- 1993-94年度 伊藤滋
- 1995-96年度 依田和夫
- 1997-98年度 戸沼幸市
- 1999-2000年度 黒川洸
- 2001年度 小林重敬
- 2002年度 浅野光行
- 2003年度 進士五十八
- 2004-05年度 鳴海邦碩
- 2006-07年度 大西隆
- 2008-09年度 武内和彦
- 2010-11年度 岸井隆幸
- 2012-13年度 後藤春彦
- 2014-15年度 中井検裕
- 2016-17年度 横張真
- 2018-19年度 久保田尚
- 2020-2021年度 出口敦
- 2022-2023年度- 森本章倫
- 2024年度- 渡邉浩司